# Cratere Lambert (Luna)
Lambert è un cratere lunare di 30,12 km situato nella parte nord-occidentale della faccia visibile della Luna, nel Mare Imbrium. È facilmente visibile perché è isolato.
Il cratere è dedicato all'astronomo tedesco Johann Heinrich Lambert.

## Crateri correlati
Alcuni crateri minori situati in prossimità di Lambert sono convenzionalmente identificati, sulle mappe lunari, attraverso una lettera associata al nome.
| Lambert | Coordinate            | Diametro (in km) |
| ------- | --------------------- | ---------------- |
| A       | 26°27′36″N 21°29′24″W | 3,73             |
| B       | 24°20′24″N 20°07′48″W | 3,85             |
| R       | 23°52′48″N 20°39′36″W | 55,71            |
| T       | 28°28′12″N 20°17′24″W | 2,89             |
| W       | 24°29′24″N 22°39′36″W | 2,33             |